# Erwin Mulder
Erwin Mulder (Pannerden, 3 maart 1989) is een Nederlands voormalig voetballer die speelde als doelman. Hij verruilde SC Heerenveen in de zomer van 2022 voor Go Ahead Eagles. Op 29 oktober werd bekend dat Erwin Mulder keeperstrainer wordt van de jeugd van Vitesse. Daarmee komt officieel een einde aan zijn keeperscarrière. Hij hoopt via de eerstedivisionist zijn trainersdiploma te halen.

## Clubcarrière

### Jeugd
Mulder begon met voetballen bij R.K.P.S.C. Hij vertrok op zijn twaalfde naar de Vitesse Voetbal Academie. Na drie seizoenen in Arnhem in de jeugdopleiding te hebben gespeeld, vertrok hij naar Feyenoord, waar hij via de B1 in de A1 terechtkwam en uitkwam voor het Nederlands voetbalelftal onder 19.
Bij Feyenoord werd Mulder vanaf de jeugd al gezien als talent. Met name de keeperstrainer Pim Doesburg, die eerder al werkte met Jerzy Dudek en Ed de Goeij, vond dat Mulder veel potentie had om als jeugdspeler ooit te spelen voor de hoofdmacht.
Mede door veel blessures mocht Mulder vanuit de A-junioren tijdens het seizoen 2006/2007 een aantal keren als reservedoelman bij het eerste elftal op de bank plaatsnemen. Bijna zou hij zijn debuut maken in de hoofdmacht als vervanger van Henk Timmer in de finale van de EFES Pilsen Cup, maar die kon de wedstrijd uiteindelijk nog uitspelen. Op 2 december 2007 maakte Erwin Mulder zijn debuut voor Feyenoord in de competitiewedstrijd tegen Heracles Almelo (6–0 winst). Bij dat optreden – oefenduels uitgezonderd – zou het blijven.
Door de aanwezigheid van de doelmannen Henk Timmer en Rob van Dijk zou Erwin Mulder in het seizoen 2008/2009 als derde doelman weinig speeltijd krijgen. In overleg werd met Feyenoord besproken de doelman tijdelijk te verhuren. Vanaf de zomer van 2008 zal Mulder zou één seizoen op huurbasis spelen voor Excelsior, de satellietclub van Feyenoord.

### Excelsior
Tijdens de oefenwedstrijden ter voorbereiding op het seizoen 2008/09 maakte Mulder bij de Kralingse club een solide indruk, waardoor hij gekozen werd tot eerste doelman van Excelsior. Mede door zijn optreden behaalden De Kralingers al vroeg in het seizoen de periodetitel en plaatst Excelsior zich voor de play-offs, waarin het kans maakte op promotie naar de Eredivisie. Hij werd als enige speler uit de eerste divisie door Johan Neeskens opgeroepen voor het Nederlands schaduwelftal. Bij Excelsior werd hij getraind door Ton Verkerk.

### Feyenoord
Na te zijn uitgeleend aan Excelsior keerde Mulder terug in De Kuip onder de nieuwe trainer Mario Been, die liet weten veel vertrouwen te hebben in de nog jonge doelman. Even leek hij opnieuw op uitleenbasis naar Excelsior te verkassen, maar toen Rob van Dijk geblesseerd raakte, werd hij direct teruggehaald om de strijd aan te gaan met Rob van Dijk en Darley. In het seizoen 2011/2012 werd Mulder gekozen als eerste doelman. Hij wees echter rugnummer 1 af, omdat hij meende deze pas na een volledig stabiel seizoen te hebben verdiend.
Dat gebeurde vervolgens ook. Mulder speelde in het seizoen 2011/2012 alle 34 wedstrijden. Het seizoen erop zou hij dan ook rugnummer 1 aannemen en de eerste doelman zijn. Concurrenten om deze plek waren dat seizoen Kostas Lamprou en Ronald Graafland, nadat bekend was geworden dat Rob van Dijk zou stoppen (toch keerde hij terug na veel blessures bij keepers van FC Utrecht) en Darley door blessureleed terug zou keren naar zijn vaderland Brazilië. Mulder begon goed aan het nieuwe seizoen totdat hij een blessure opliep. Hij brak een sesambotje in zijn rechtervoet en zou tot de winterstop niet meer inzetbaar zijn. Tweede doelman Kostas Lamprou nam zijn plaats tijdelijk over. Na veel bekritiseerd te zijn, twijfelden buitenstaanders erover of Lamprou niet beter zou zijn dan Mulder. Toen Mulder weer fit was, hield Ronald Koeman toch het vertrouwen in hem en bleef hij de rest van het seizoen eerste doelman. Ondanks zijn blessure speelde hij nog 21 wedstrijden.
Mulder begon het seizoen 2014/2015, na het vertrek van Ronald Koeman en het aanstellen van Fred Rutten, wederom als eerste doelman. Hier kwam op 31 augustus 2014 een einde aan toen Feyenoord bij het sluiten van de transfermarkt doelman Kenneth Vermeer van AFC Ajax overnam. Vermeer kreeg de voorkeur en Mulder moest op de bank plaatsnemen. Op 21 november 2014 werd bekend dat het aflopende contract van Mulder niet werd verlengd en hij dus zou vertrekken bij Feyenoord. Officieel vroeg de club per 1 april 2015 ontslag aan. Op 26 februari 2015 kreeg Mulder als bankzitter bij de wedstrijd Feyenoord-AS Roma een rode kaart. Scheidsrechter Turpin had, na de 1–1 van Elvis Manu geconstateerd dat Mulder een onacceptabel gebaar had gemaakt naar de arbitrage. Hij kreeg hiervoor een schorsing van 1 wedstrijd opgelegd.

### sc Heerenveen
Mulder tekende in juli 2015 een contract tot medio 2017 bij sc Heerenveen, de nummer zeven van de Eredivisie in het voorgaande seizoen. Twee seizoenen lang was Mulder de onomstreden eerste doelman bij de Friese club. In 2017 weigerde hij zijn contract te verlengen en verliet hij de club transfervrij.

### Swansea City
Mulder tekende in juni 2017 een contract tot medio 2020 bij Swansea City, de nummer vijftien van de Premier League in het voorgaande seizoen. Hier werd hij ploeggenoot van onder anderen landgenoten Mike van der Hoorn, Leroy Fer en Luciano Narsingh. In zijn eerste seizoen was Mulder reserve achter Lukasz Fabianski. In het seizoen 2018-2019 maakte hij zijn debuut voor Swansea City door op 17 augustus 2018 als vervanger van de geblesseerde Kristoffer Nordfeldt. Hij zou dat seizoen 24 wedstrijden in de Championship spelen.

### Terug bij Heerenveen
In de zomer van 2020 keerde Mulder weer terug bij Heerenveen. Hier was hij twee jaar basiskeeper, behalve tussen oktober 2021 en februari 2022, waarin hij met een gebroken duim kampte. In zijn tweede seizoen nam hij bovendien de aanvoerdersband over van Henk Veerman. Hij speelde 59 wedstrijden in zijn tweede periode bij Heerenveen, wat zijn totaal voor de Friezen bracht op 136 wedstrijden in vier seizoenen.

### Go Ahead Eagles
In augustus 2022 ging doelman Andries Noppert van Go Ahead Eagles naar sc Heerenveen. Mulder ging op zijn beurt naar de club uit Deventer. Daar diende hij in de competitie als doelman achter eerste keeper Jeffrey de Lange. Door een handblessure kon hij in de eerste ronde van het KNVB Bekertoernooi nog niet spelen. Op 9 februari 2023 maakte hij zijn debuut in de achtste finale tegen ADO Den Haag, die met 1-0 werd verloren.

## Clubstatistieken
| Seizoen | Club            | Competitie     | Competitie | Competitie | Beker | Beker | Internationaal | Internationaal | Overig | Overig | Totaal | Totaal |
| Seizoen | Club            | Competitie     | Wed.       | Dlp.       | Wed.  | Dlp.  | Wed.           | Dlp.           | Wed.   | Dlp.   | Wed.   | Dlp.   |
| ------- | --------------- | -------------- | ---------- | ---------- | ----- | ----- | -------------- | -------------- | ------ | ------ | ------ | ------ |
| 2007/08 | Feyenoord       | Eredvisie      | 1          | 0          | 0     | 0     | 0              | 0              | 0      | 0      | 1      | 0      |
| 2008/09 | → Excelsior     | Eerste Divisie | 36         | 0          | 3     | 0     | 0              | 0              | 2      | 0      | 41     | 0      |
| 2009/10 | Feyenoord       | Eredivisie     | 10         | 0          | 3     | 0     | 0              | 0              | 0      | 0      | 13     | 0      |
| 2010/11 | Feyenoord       | Eredivisie     | 17         | 0          | 0     | 0     | 2              | 0              | 0      | 0      | 19     | 0      |
| 2011/12 | Feyenoord       | Eredivisie     | 34         | 0          | 0     | 0     | 0              | 0              | 0      | 0      | 34     | 0      |
| 2012/13 | Feyenoord       | Eredivisie     | 22         | 0          | 2     | 0     | 4              | 0              | 2      | 0      | 30     | 0      |
| 2013/14 | Feyenoord       | Eredivisie     | 32         | 0          | 3     | 0     | 2              | 0              | 0      | 0      | 37     | 0      |
| 2014/15 | Feyenoord       | Eredivisie     | 4          | 0          | 0     | 0     | 4              | 0              | 7      | 0      | 15     | 0      |
| 2015/16 | sc Heerenveen   | Eredivisie     | 34         | 0          | 3     | 0     | 0              | 0              | 0      | 0      | 37     | 0      |
| 2016/17 | sc Heerenveen   | Eredivisie     | 34         | 0          | 4     | 0     | 0              | 0              | 2      | 0      | 40     | 0      |
| 2017/18 | Swansea City    | Premier League | 0          | 0          | 0     | 0     | 0              | 0              | 3      | 0      | 3      | 0      |
| 2018/19 | Swansea City    | Championship   | 25         | 0          | 2     | 0     | 0              | 0              | 0      | 0      | 27     | 0      |
| 2019/20 | Swansea City    | Championship   | 4          | 0          | 0     | 0     | 0              | 0              | 2      | 0      | 6      | 0      |
| 2020/21 | sc Heerenveen   | Eredivisie     | 34         | 0          | 4     | 0     | 0              | 0              | 0      | 0      | 38     | 0      |
| 2021/22 | sc Heerenveen   | Eredivisie     | 19         | 0          | 0     | 0     | 0              | 0              | 2      | 0      | 21     | 0      |
| 2022/23 | Go Ahead Eagles | Eredivisie     | 0          | 0          | 1     | 0     | 0              | 0              | 0      | 0      | 1      | 0      |
| Totaal  | Totaal          | Totaal         | 306        | 0          | 25    | 0     | 12             | 0              | 20     | 0      | 363    | 0      |

Bijgewerkt tot seizoen 2022/2023.

## Interlandcarrière
Nederland B
Vanwege zijn goede prestaties in het Nederlands elftal onder de 19 jaar en SBV Excelsior werd Erwin Mulder op 12 november 2008 door Johan Neeskens opgeroepen voor de selectie van het schaduwteam van het Nederlands voetbalelftal, ook wel Nederland B genoemd. Op dat moment was Mulder de enige speler uit de Eerste divisie die werd opgeroepen. In maart 2009 werd hij opnieuw opgeroepen voor twee oefeninterlands tegen Italië en Duitsland, maar Excelsior wilde de doelman niet afstaan wegens belangrijke competitiewedstrijden.
Nederland
Na het seizoen 2011/2012 werd hij door toenmalig bondscoach Bert van Marwijk samen met Ajax-doelman Jasper Cillessen opgeroepen voor de voorselectie van het Nederlands elftal voor het Europees kampioenschap 2012. Ondanks dat hij bij de voorselectie zat werd al bekend dat hij niet mee zou gaan met Nederland; Kenneth Vermeer had voorrang op de positie van doelman ten opzichte van Mulder. De andere afvallers waren Urby Emanuelson (AC Milan), Hedwiges Maduro (Valencia), Georginio Wijnaldum (PSV), Alexander Büttner (Vitesse), Jasper Cillessen (Ajax), Ola John (FC Twente), Nick Viergever (AZ) en Stefan de Vrij (Feyenoord).

## Erelijst
Feyenoord
- KNVB Beker

2007/08